# Montjuïc Circuit
Montjuïc Circuit – były tor uliczny znajdujący się na górze Montjuïc w Barcelonie. Jest uważany za jeden z najlepszych torów Formuły 1 w historii tego sportu.

## Historia
W 1932 roku odbył się wyścig na torze ulicznym, którego start miał miejsce w Parku Montjuïc, na wzniesieniu ponad miejskim portem. W 1933 roku wschodnia część trasy stała się właściwym torem Montjuïc Circuit, odbywały się tam wyścigi Penya Rhin Grand Prix.
W 1968 roku Montjuïc zostało wybrane na gospodarza Grand Prix Hiszpanii, które odbywało się do tego czasu na torze Circuito del Jarama niedaleko Madrytu. Inauguracyjne zawody odbyły się 4 maja 1969 roku. Zróżnicowana charakterystyka toru o kierunku jazdy przeciwnym do ruchu wskazówek zegara (jedna połowa była szybka, druga wolniejsza z nawrotami), sprawiała, że właściwe ustawienie bolidów było bardzo utrudnione.
Podczas Grand Prix Hiszpanii w 1975 roku doszło do tragedii. Wielu kierowców po sesjach treningowych czuło się niebezpiecznie na torze, podwójny mistrz świata Emerson Fittipaldi wycofał się w ramach protestu z wyścigu po pierwszym okrążeniu. Na 26 okrążeniu bolid Rolfa Stommelena wypadł z toru zabijając pięć osób. Wyścig przerwano w połowie, za zwycięzcę uznano Jochena Massa, który dostał, jak wszyscy kierowcy, połowę należnych punktów. Lella Lombardi została pierwszą kobietą, która wywalczyła punkty do klasyfikacji mistrzostw świata, otrzymując 0,5 pkt za 6. miejsce.
Tor Montjuïc nigdy więcej nie gościł Formuły 1, był zaś miejscem 24 godzinnych wyścigów motocyklowych.

## Zwycięzcy Grand Prix Hiszpanii na torze Montjuïc Circuit
| Sezon | Kierowca                         | Zespół                                 |        |
| ----- | -------------------------------- | -------------------------------------- | ------ |
| 1969  | Jackie Stewart                   | Matra-Ford Cosworth                    | Wyniki |
| 1971  | Jackie Stewart                   | Tyrrell-Ford Cosworth                  | Wyniki |
| 1973  | Emerson Fittipaldi               | Lotus-Ford Cosworth                    | Wyniki |
| 1975  | Jochen Mass                      | McLaren-Ford Cosworth                  | Wyniki |
|       | 2x Stewart 1x Fittipaldi 1x Mass | 1x Matra 1x Tyrrell 1xLotus 1x McLaren |        |